# Замок Лейрії

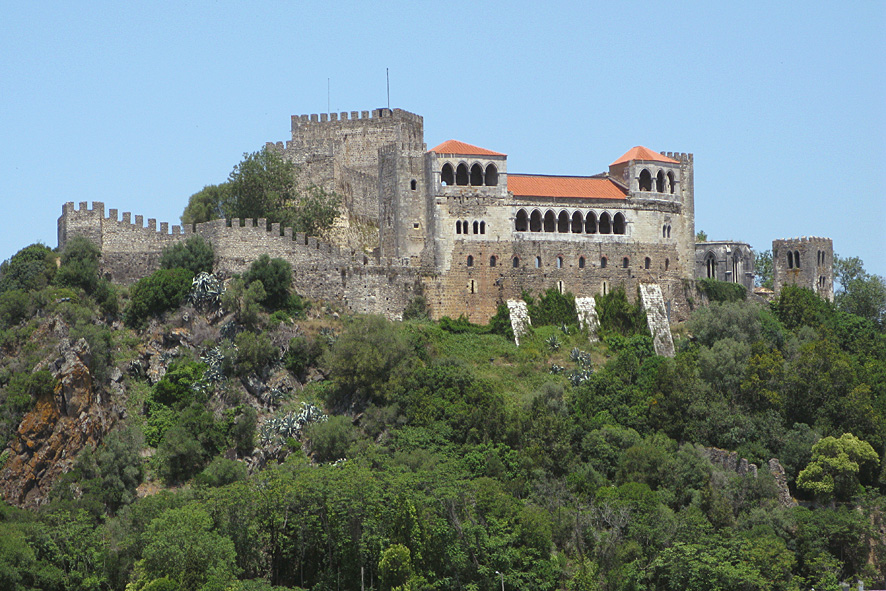
Замок Лейрія

Замок Лейрія (порт. Castelo de Leiria) — середньовічний замок у цивільній парафії Лейрія, Посос, Баррейра і Кортес, муніципалітет Лейрія, округ Лейрія (Португалія).

## Історія
Замок був побудований Д. Афонсо Енрікесом з метою створення лінії оборони проти арабів. У 1142 році він посилив оборону замку після повернення Лейрії. Саншу I наказав збудувати мури в 1195 р. У 1324 Д. Диниш замовив будівництво донжону (вежа Menagem), який було завершено тільки за часів Афонсу IV. На початку XVI століття Мануел I наказав побудувати ризницю між головною каплицею та дзвіницею.
Замок поступово втрачав своє військове значення. Був сильно пошкоджений під час французького вторгнення. Наприкінці XIX століття замок потребував суттєвого ремонту. Реставрація замку розпочалась у 1915 році Проектом реставрації керував Ернесто Корроді між 1921 і 1933 роками, а потім Балтазар де Вастро.
У замку відбувались важливі події, такі як засідання перших судів, скликані Афонсу III ; стала резиденцією Дініша та королеви Ізабели; був перетворений на місце зустрічі нового двору за правління Фернанду I.
З 1910 року замок входить до списку національних пам'яток.
1969 року замок був пошкоджений землетрусом.

## Архітектура
Конфігурація замку Лейрії перебувала під впливом 4 основних будівельних періодів: 12 — го століття в романському, 14 — го століття в готичному Діоніса, на початку 15 — го століття готичних Іоанна і відновлення тенденцій кінця 19 і почали 20 — го століття.
Форма замку неправильна багатокутна з суцільними стінами та вежами. Paços Reais (Королівський палац), церква Носса-Сеньора-да-Пена, вежа Менагем, колишній Колегіальний простір та середньовічні комори знаходяться всередині комплексу. Замок має 4 поверхи Є велика лоджія з вісьмома арками здвоєних капітелей . Лоджія має панораму на місто і використовувалася як місце для відпочинку та спілкування. До лоджії можна потрапити через приміщення загальною площею 130 квадратних метрів, що використовується для прийому монархів.
При будівництві використовували каменярство, цеглу та бетон.

## Галерея

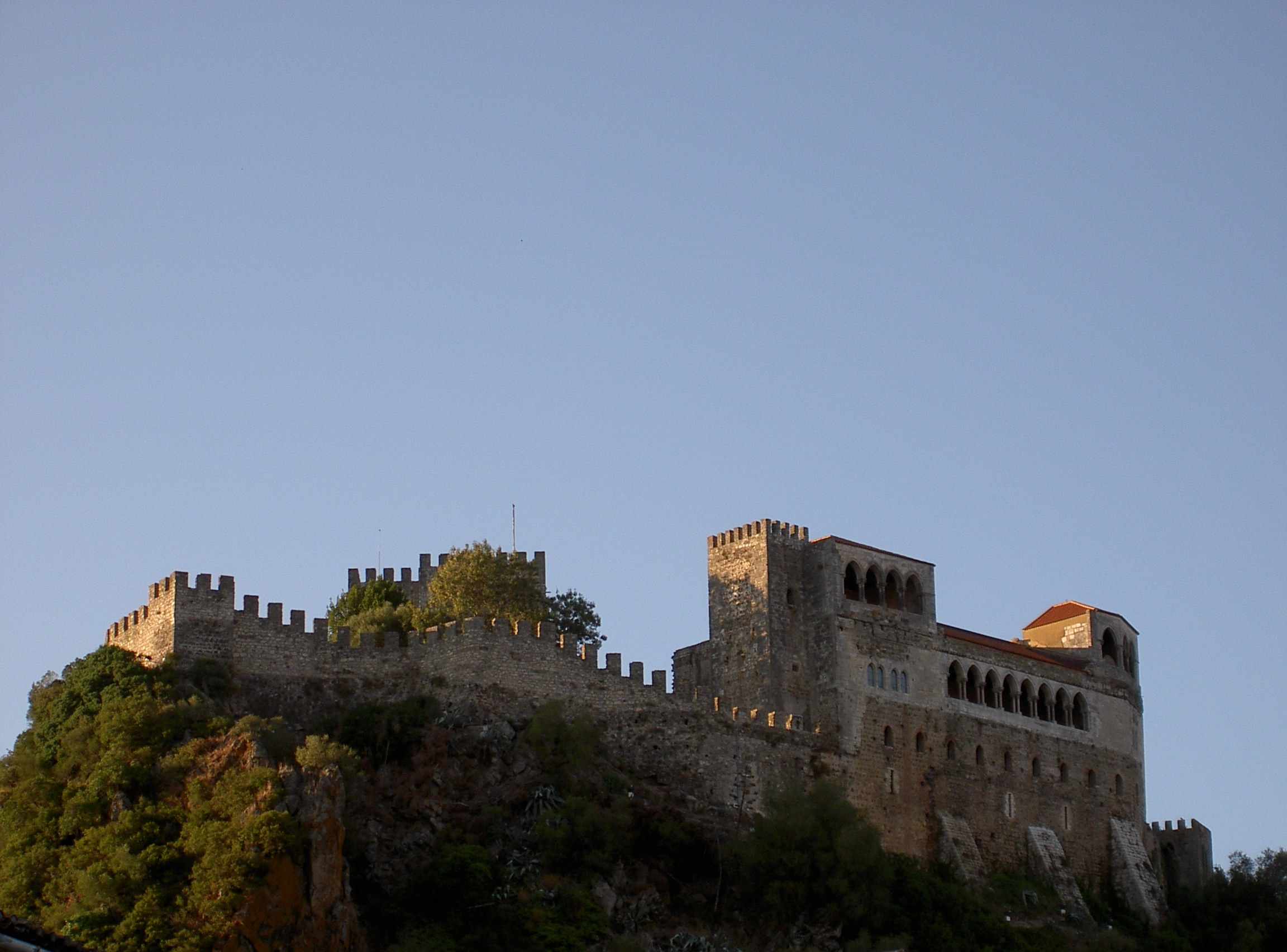
Замок Лейрія
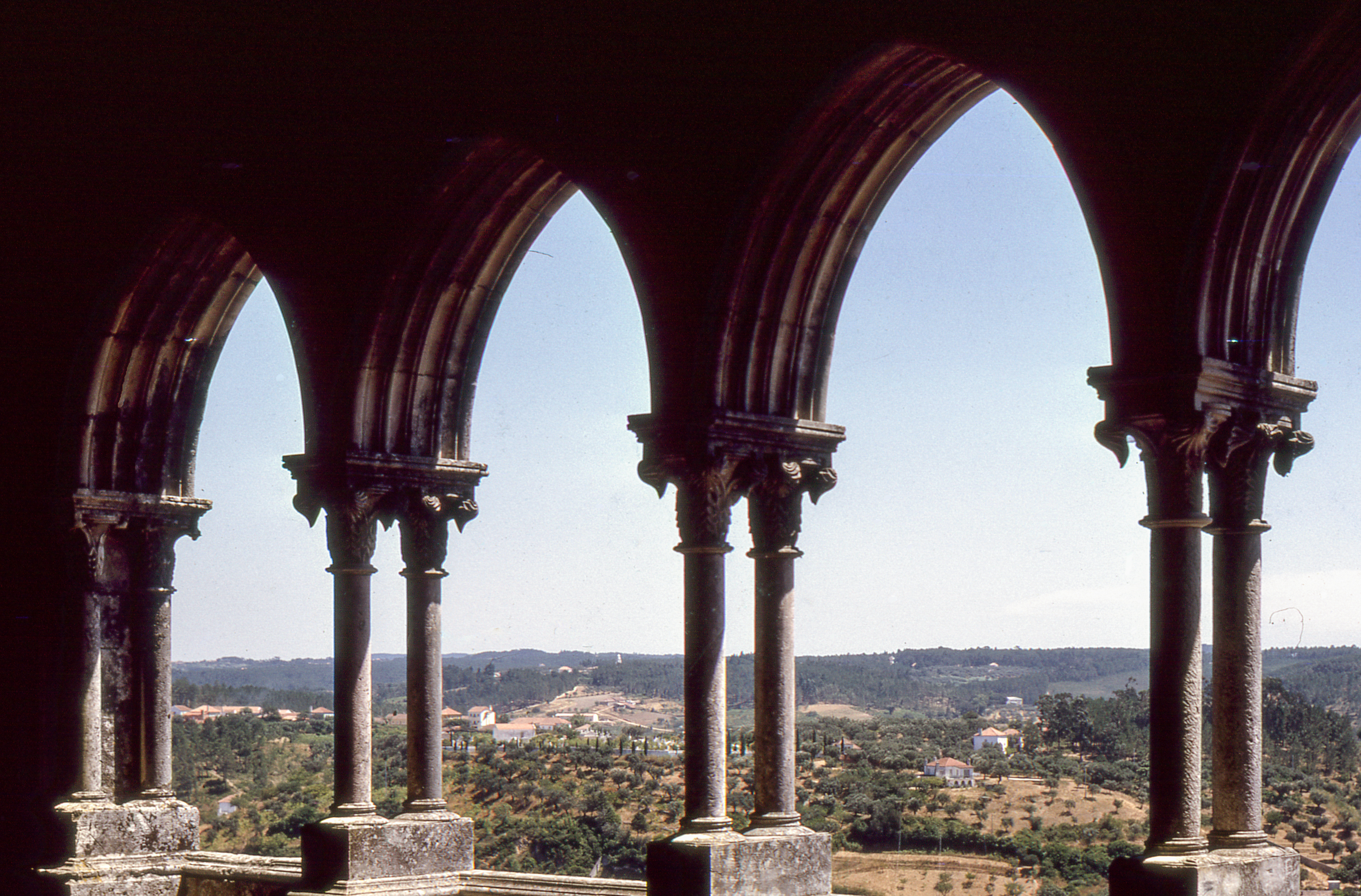
Gothic arcade (restored) of the Palace of D. João I
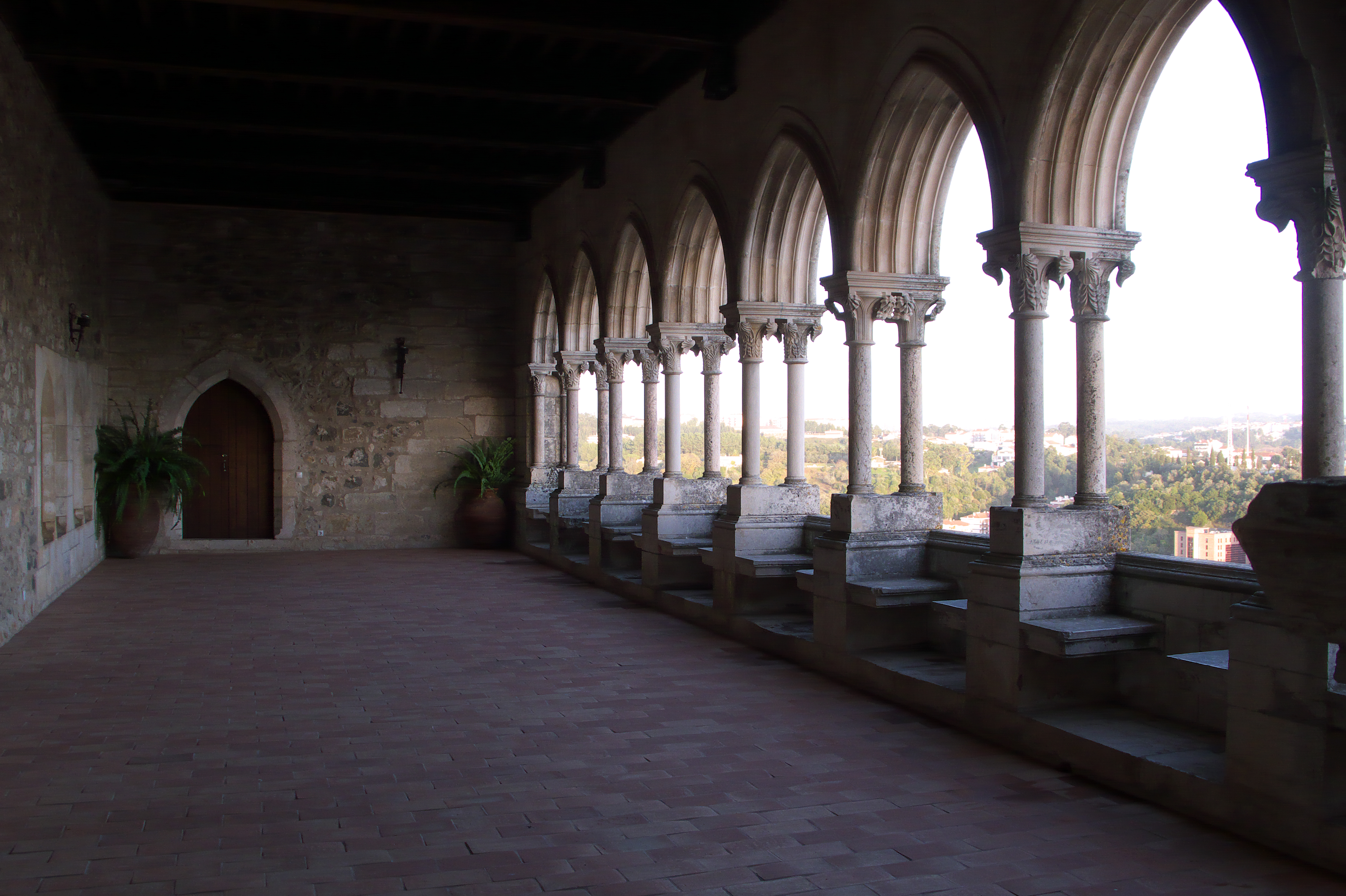
лоджія
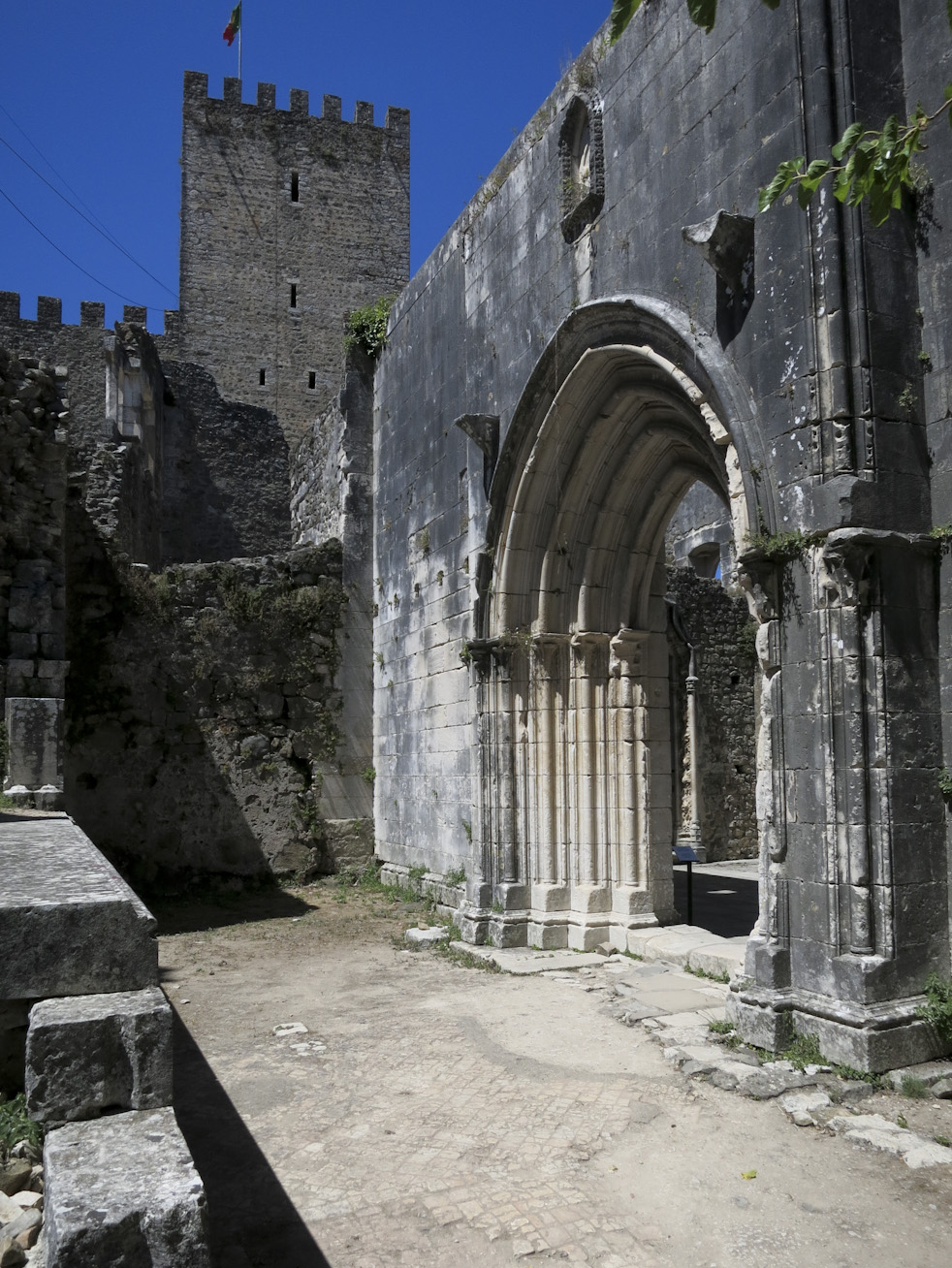
Church of Nossa Senhora da Pena
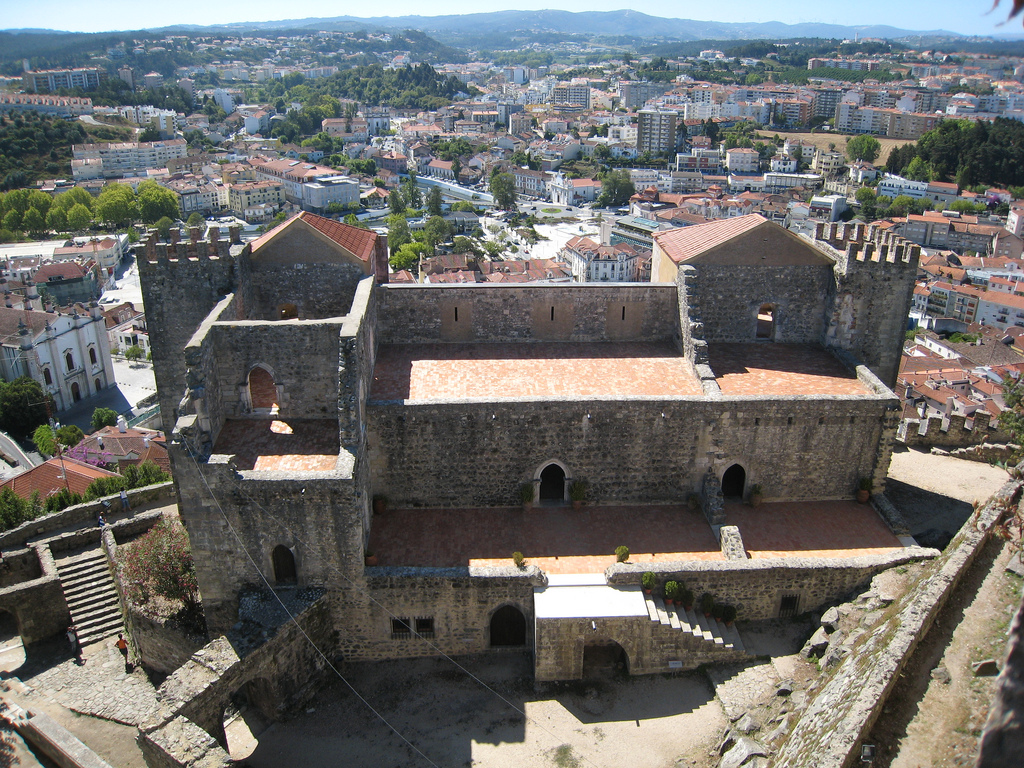
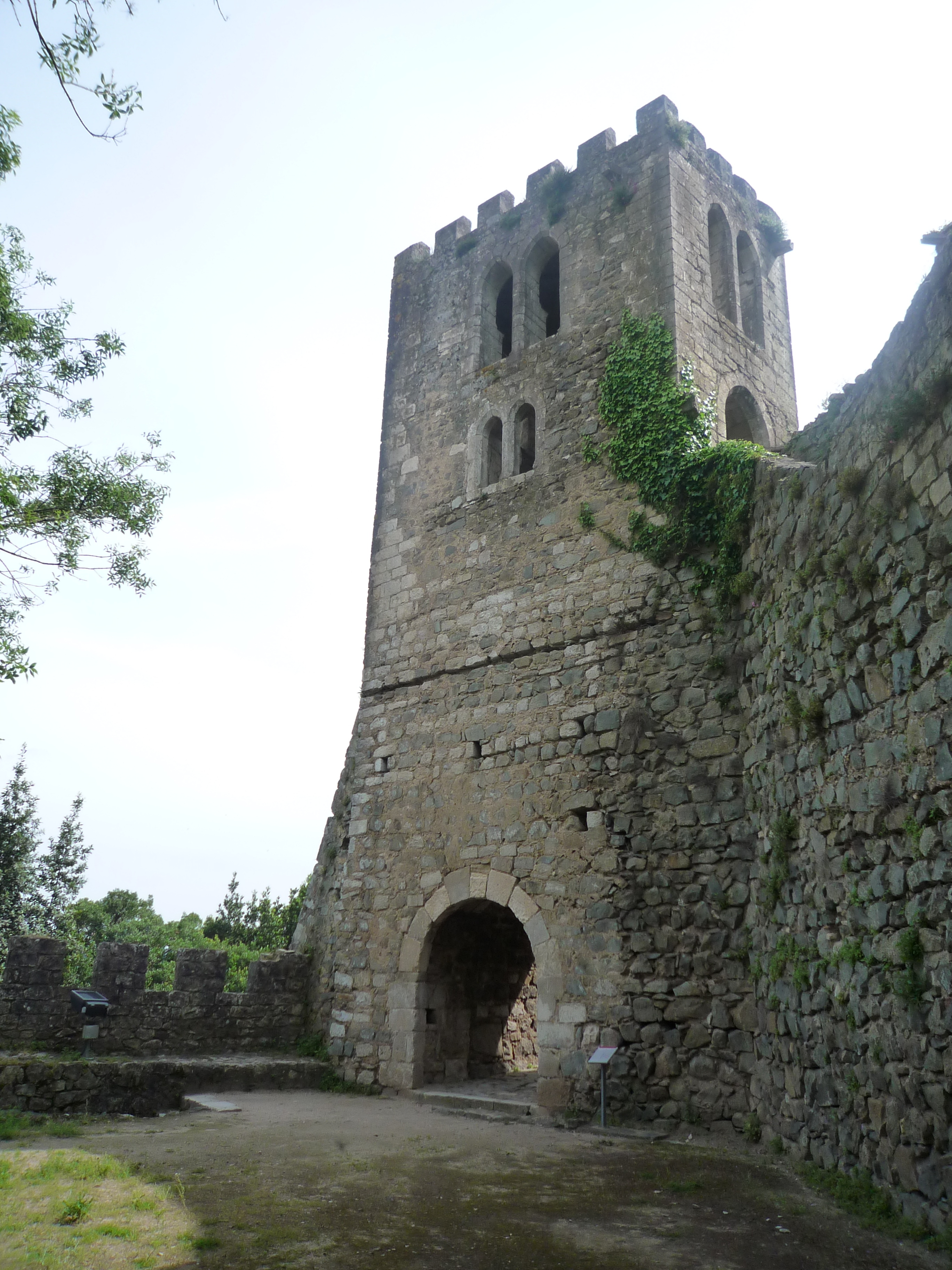
Bell tower